# Thaltej
Thaltej là một thị trấn thống kê (census town) của quận Ahmadabad thuộc bang Gujarat, Ấn Độ.

## Nhân khẩu
Theo điều tra dân số năm 2001 của Ấn Độ, Thaltej có dân số 42.699 người. Phái nam chiếm 53% tổng số dân và phái nữ chiếm 47%. Thaltej có tỷ lệ 80% biết đọc biết viết, cao hơn tỷ lệ trung bình toàn quốc là 59,5%: tỷ lệ cho phái nam là 84%, và tỷ lệ cho phái nữ là 77%. Tại Thaltej, 10% dân số nhỏ hơn 6 tuổi.